# Maquis Lecoz
Vous lisez un « bon article » labellisé en 2021.
- 1 : rue du Puits-Gibert (Beaulieu-lès-Loches).
- 2 : Les Fontaines (Saint-Hippolyte).
- 3 : La Brosse (Perrusson).
- 4 : château de Grand-Vaulx (Chanceaux-près-Loches).

- 5 : bois de Chanceaux-près-Loches, 6 juillet - mi-juillet.
- 6 : forêt de Loches (Chemillé-sur-Indrois), mi-juillet - 19 juillet.
- 7 : forêt de Brouard (Villentrois-Faverolles-en-Berry), 19 juillet - 2 août.
- 8 : hameau de Basfer (Mareuil-sur-Cher), 2 - 6 août.
- 9 : château de Razay (Céré-la-Ronde), 6 - 12 août.
- 10 : château du Grand-Biard (Céré-la-Ronde), 12 - 14 août.
- 11 : château de Biard-la-Chapelle (Céré-la-Ronde), 15 août.
- 12 : château de Chanceaux-près-Loches, 16 - 20 août.
- 13 : château de Vitray (Saint-Hippolyte), 20 août - 5 septembre.
- 14 : château du Mousseau, (Orbigny), 5 septembre - 6 octobre.

« Quartiers généraux » successifs de Lecoz et de son maquis.
Lecoz seul :
' :

Le maquis Lecoz (ou Le Coz ou Lecoze) est un groupe de résistants qui opère de juillet à octobre 1944 dans le sud-est de l'Indre-et-Loire, entre le Cher et l'Indre, durant la Seconde Guerre mondiale.
Reconnu officiellement par les Alliés début août 1944, il bénéficie dès lors de l'assistance matérielle de Londres et de la Direction générale des services spéciaux du général de Gaulle. Il conduit avec succès une douzaine d'actions de guérilla qui occasionnent des pertes sévères à l'occupant allemand et participe à la libération provisoire de Loches le 16 août 1944. En parallèle, il mène une intense activité de pillage et de racket (une trentaine de victimes) ainsi que d'exécutions sommaires (17 ou 18 recensées). Les crimes et dérives du maquis Lecoz le définissent comme un « maquis noir ».
Son chef, le « capitaine » autoproclamé Lecoz, est arrêté par les autorités du gouvernement provisoire de la République française le 22 octobre 1944. Son procès révèle qu'il s'appelle en réalité Georges Dubosq, qu'il est un criminel, un voleur multirécidiviste, un ancien agent au service de la Gestapo. Il est accusé d'avoir utilisé la couverture de son maquis pour amasser une fortune estimée à 15 millions de francs, d'avoir commis de nombreux crimes dont l'assassinat de civils prétendument collaborateurs et de maquisards ayant protesté contre ses méthodes. Il est condamné à mort par un tribunal militaire le 17 octobre 1945 et fusillé le 16 mai 1946 à Angers. Ses deux principaux lieutenants sont condamnés à des peines de travaux forcés. La plupart des membres de son maquis sont cependant déclarés innocents et leurs faits de résistance sont reconnus à titre individuel : il est établi qu'ils ignoraient tout des motivations réelles d'un chef auquel ils n'osaient désobéir.

## L'ancien agent de la Gestapo fonde un maquis

### Le multirécidiviste au service des Allemands

Juridictions ayant poursuivi ou condamné Georges Dubosq (1917-1944).

Georges Dubosq, fils unique d'un couple désuni, naît le 8 mai 1903 à Fontenay-le-Pesnel (Calvados). Il est élevé par son père qui commet lui-même quelques larcins et il l'imite dès son plus jeune âge. Il est condamné à de nombreuses reprises dès l'âge de 14 ans et « fréquente » des colonies pénitentiaires jusqu'à sa majorité.
À ses nombreux délits vient bientôt s'ajouter un crime : il est arrêté une nouvelle fois en avril 1941, soupçonné d'avoir assassiné le cordonnier qu'il a cambriolé en novembre 1940 à Verneil-le-Chétif dans la Sarthe. Incarcéré à la prison du Mans, il s'en évade mais il est repris. En échange de sa libération, il accepte d'infiltrer la Résistance pour le compte de la Gestapo. Il y parvient à Angers, où il fait arrêter plusieurs responsables locaux en 1942, puis à Brest et à Saint-Malo en 1943. Il dénonce également les possesseurs de postes de radio émetteurs clandestins. Pendant toute cette période, il poursuit sa série de cambriolages ponctuée d'arrestations, de remises en liberté ou d'évasions. C'est après l'un de ces vols qu'il est placé en cellule avec des détenus auxquels il doit soutirer des informations. En janvier 1944, ce sont les Allemands qui arrêtent Dubosq : il a commis un vol à leurs dépens. Incarcéré à Brest, il s'évade une fois encore et vient s'installer à Tours où il commet de nouveaux forfaits,.

### Le faux médecin

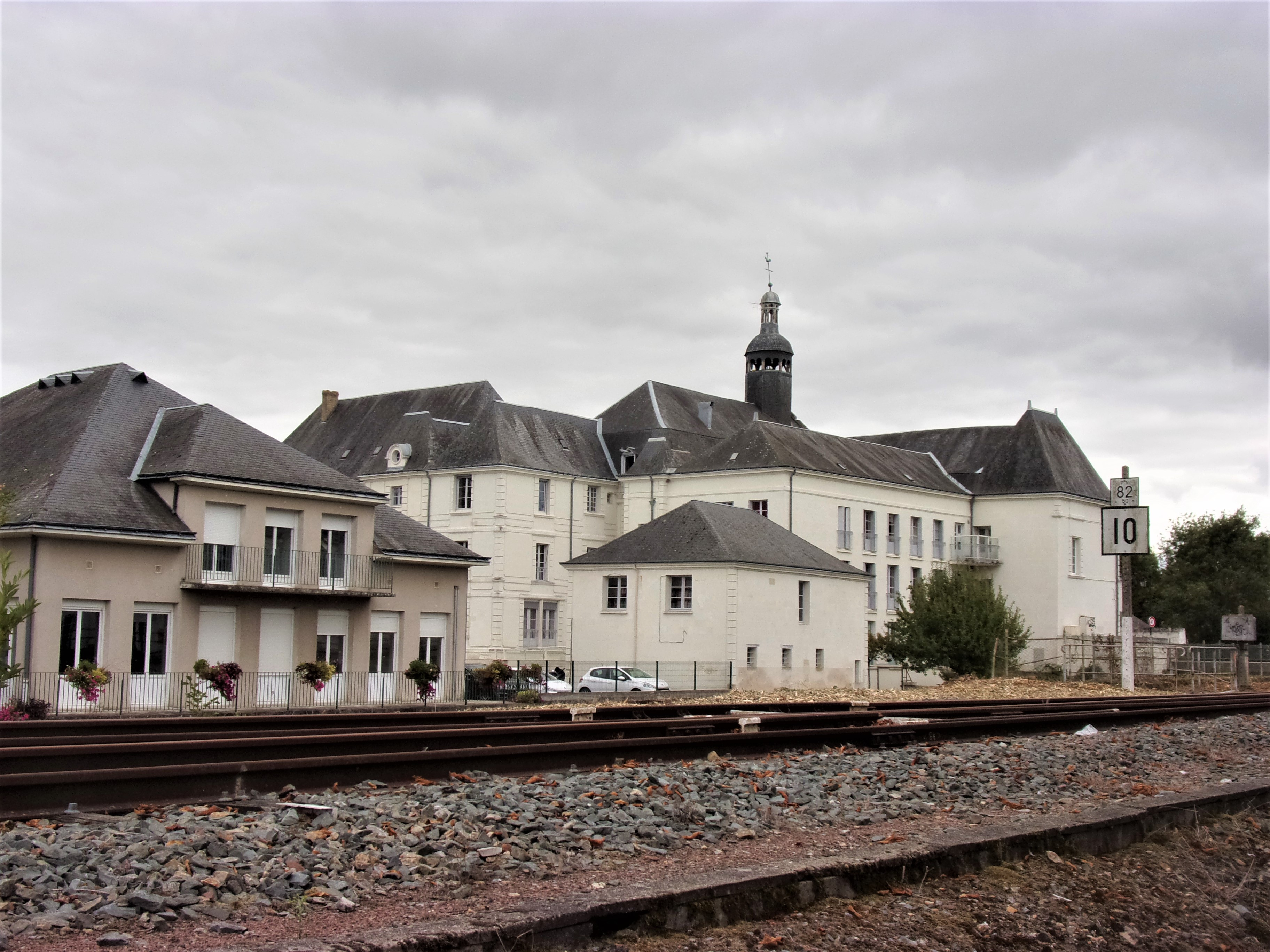
L'hôpital de Loches.

Le 6 mars 1944, Georges Dubosq arrive à Beaulieu-lès-Loches. Par l'intermédiaire de Mlle Houlbreck (ou Houlbrèque), une infirmière native de Fécamp, il se présente à l'hôpital de Loches sous la fausse identité de « docteur Georges Jan » : ayant servi au 2e bataillon d'infanterie légère d'Afrique au Maroc de 1925 à 1927, affecté à l'infirmerie avec le grade de caporal et ayant été employé dans les dispensaires des prisons qu'il a fréquentées, il a acquis des rudiments de médecine. Son imposture est toutefois révélée au bout d'une semaine ; confondu par le docteur Paul Martinais, chirurgien en chef, et le docteur Paul Jucquois, radiologue, il est dès lors indésirable à l'hôpital sans être davantage inquiété.
Il continue toutefois à soigner des habitants de Loches et des communes voisines avec, semble-t-il, de bons résultats. Il est apprécié de ses patients qui, en outre, fixent eux-mêmes le prix de la consultation. Dès ce moment, il se signale pourtant par son caractère instable et imprévisible, ses violences verbales ou physiques et un vol chez sa logeuse de Beaulieu. Après ce dernier épisode et son renvoi de l'hôpital, le « docteur » Jan juge plus prudent de s'éloigner de Loches et s'installe à la ferme des Fontaines, à Saint-Hippolyte.

### L'attrait de la Résistance
Dès mars 1944, il contacte la Résistance et se fait connaître sous le nom de « capitaine Lecoz ». Il prétend être un ancien médecin militaire évadé du camp de Royallieu ou de celui de Drancy — il ne donne pas la même version à tous ses interlocuteurs — et recherché par la Gestapo pour faits de Résistance. Il dit que les Allemands ont tué sa femme et ses enfants. En avril ou mai, alors qu'il séjourne aux Fontaines, il fait la connaissance de deux jeunes, anciens maquisards de la région de Luant dans l'Indre, Gilbert Morin et Charles Pageault, dont l'organisation a été démantelée. Les trois hommes, qui paraissent exaltés, souhaitent rejoindre le maquis d'Épernon actif dans le sud de la Touraine. Les responsables locaux de l'Armée secrète sont partagés sur la conduite à tenir vis-à-vis de Lecoz. Si Fernand Auclert (responsable de la « section choc ») souhaite le voir intégrer le maquis d'Épernon pour qu'il y soit encadré, l'avocat Raymond Mallet (responsable de la « section politique » puis maire de Loches de la Libération à mai 1945) est favorable à la création d'un nouveau maquis autour de Lecoz pour éviter que les formations existantes ne prennent trop d'importance. Lecoz réitère sa demande peu après l'annonce du débarquement de Normandie mais les discussions en restent là face au refus formel et définitif du commandant René Costantini, chef du maquis d'Épernon, d'accepter cet homme « peu fiable » dans ses rangs. Lecoz et ses deux « mousquetaires » décident donc de fonder leur propre maquis qui s'installe à Chanceaux-près-Loches au début du mois de juillet 1944, Lecoz et ses mousquetaires au château de Grand-Vaulx et ses premiers maquisards dans les bois proches. Entre-temps, Lecoz avait quitté la ferme des Fontaines pour résider successivement à Perrusson puis à Loches, mais à chaque fois il était entré en conflit avec les personnes qui l'hébergeaient.
La création de ce nouveau maquis ne se fait pas dans la discrétion. Elle est commentée dans Loches et le nom de Lecoz suscite la curiosité. C'est le 14 juillet que des membres du maquis font leur première apparition dans la ville, emmenés par leur chef, et les Lochois qui assistent à la scène découvrent en Lecoz celui qu'ils ont connu quelques semaines plus tôt sous le nom de « docteur Jan ».

## Actions et exactions

### Le maquis monte en puissance

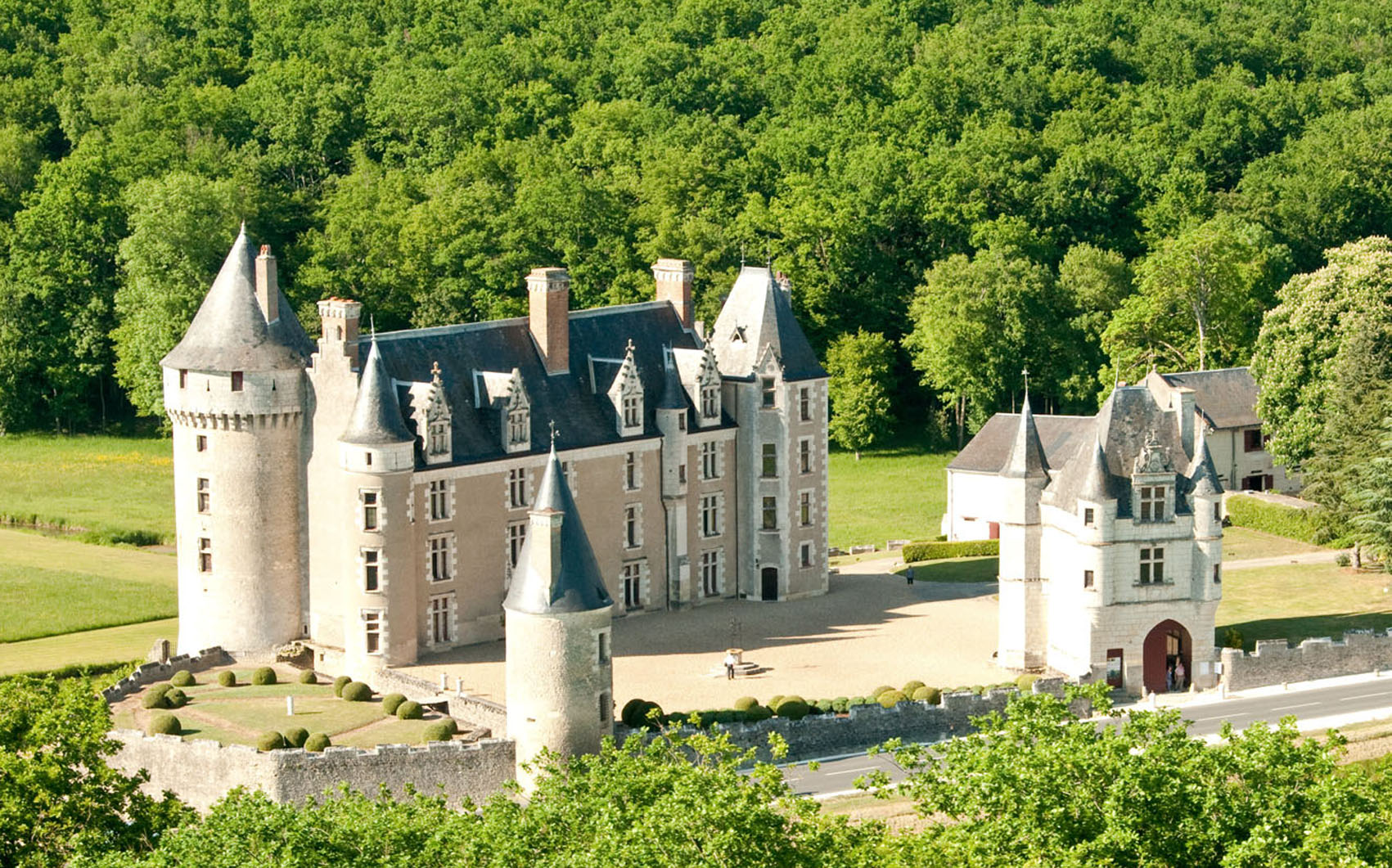
Le château de Montpoupon.

Le maquis Lecoz, en juillet 1944, se renforce rapidement avec la venue de nouvelles recrues, principalement des jeunes impatients d'en découdre avec l'occupant. Le futur journaliste Georges de Caunes — il a alors 25 ans — fait partie de ces nouveaux maquisards. John (Jack) Mersereau Veness et Jack L. Fairweather, deux majors canadiens capturés durant la bataille de Normandie, s'évadent près de Bléré d'un train de prisonniers en partance pour l'Allemagne et rejoignent eux aussi le maquis ; le récit de leurs aventures paraît en 1955,. Outre les deux majors canadiens, le maquis Lecoz compte plusieurs autres combattants alliés, dont des Américains. Pendant cette période, Lecoz et ses troupes changent à plusieurs reprises de cantonnement car les lieux où ils s'installent finissent toujours par être connus, d'autant plus que Lecoz tient à ce que son maquis soit visible aux yeux de la population. Les actions spectaculaires du maquis Lecoz contre les Allemands ou des collaborateurs notoires, comme l'exécution dans la nuit du 10 au 11 juillet du docteur Abribat, responsable local de la Légion des combattants,, lui valent rapidement une grande renommée dans la région, et des réfractaires au STO, des déserteurs allemands ainsi que des évadés alliés le rejoignent. En outre, Lecoz procède, dès la constitution de son maquis, à la « réquisition » de véhicules auprès de particuliers, ce qui assure la mobilité de ses troupes ; le nombre de véhicules récupérés par le maquis, soit par réquisition auprès de Français, soit par capture à l'ennemi, est estimé à une cinquantaine.
Le 27 juillet a lieu la rafle de l'école Alfred-de-Vigny à Loches, la torture et l'assassinat d'un probable résistant à Dolus-le-Sec perpétrés par des Allemands et des miliciens venus de Tours ; 64 personnes, dont l'épouse de Me Mallet et Odette Houlbreck, une infirmière très proche de Lecoz, sont expédiées en camps de concentration dont 16 seulement reviendront. Lecoz en profite pour intensifier ses actions sous couvert de représailles ; en réalité il profite de ce que de nombreux policiers et gendarmes sont pris dans la rafle et que l'activité des forces de l'ordre est presque réduite à néant.
Les maquisards peuvent cependant être surpris par les méthodes de leur chef : celui-ci n'hésite pas, en effet, à mener des raids contre d'autres maquis pour se fournir en vivres, en armes ou en véhicules, alors que son groupe, non reconnu par les Alliés, ne bénéficie d'aucun soutien logistique. C'est ainsi qu'un parachutage destiné à un maquis de Buzançais est récupéré. De riches châtelains des environs sont également rançonnés, comme les propriétaires du château de Montpoupon (Céré-la-Ronde), enlevés et séquestrés du 3 au 6 août 1944,. Cette famille, M. et Mme de La Motte-Saint-Pierre et leur fille, ne doit sa libération qu'au passage de trois officiers alliés au maquis. Lecoz réussit à leur extorquer 150 000 francs, deux véhicules et du matériel de chasse, fusils et munitions, sans violences selon Mme de La Motte-Saint-Pierre.

### La reconnaissance par Londres et les appuis locaux

Combats opposant le maquis Lecoz aux troupes allemandes (juillet-septembre 1944 guerre mondiale).

Au début du mois d'août 1944, le maquis, qui compte environ 180 personnes dont une quarantaine d'officiers et sous-officiers auxquels il faut ajouter une vingtaine de femmes dont plusieurs sont des favorites successives de Lecoz, s'attaque frontalement à des convois et des garnisons allemandes, s'emparant d'importants stocks d'armes et de matériel. Le 6 août, il est enfin reconnu par les Alliés, il reçoit des parachutages d'armes et de munitions. Trois jours plus tard, depuis Londres, la Direction générale des services spéciaux lui envoie le commandant Legrand (pseudonyme de Léon Legendre) en tant qu'agent de liaison. Celui-ci, également chargé de coordonner l'action des différents maquis de la région, se heurte à l'hostilité de Lecoz qui refuse toute autorité supérieure. Une zone d'intervention entre le Cher et l'Indre est attribuée au maquis.

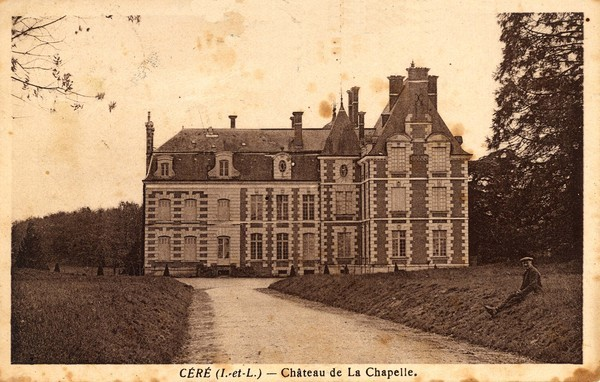
Le château de Biard-la-Chapelle.

Cette « officialisation » ne change pourtant rien aux méthodes du groupe. Du 6 au 12 août, il s'installe à Céré-la-Ronde au château de Razay, inoccupé, qu'il pille ainsi que des demeures voisines. Les environs de Céré-la-Ronde sont très boisés, ce que Lecoz juge favorable à la dissimulation de ses hommes. Le 11 août, Lecoz accepte que des blessés allemands prisonniers de son maquis après une attaque à Épeigné-les-Bois soient visités par le Dr Martinais. Lecoz offre à déjeuner et annonce son intention de prendre Loches mais le médecin se souvient d'une ambiance inquiétante et déplorable. Les blessés seront sauvés, certains soignés sur place, d'autres transportés à l'hôpital. Dans la nuit du 14 au 15 août, Lecoz s'attaque aux résidents du château de Biard-la-Chapelle sur la même commune, M. de La Verteville et sa fille, qu'il roue de coups, les accusant d'être des collaborateurs. Or La Verteville est un authentique résistant opérant pour le réseau Bourgogne. La discussion s'envenime, mais La Verteville comprend qu'il a affaire à un alcoolique et le fait boire. Calmé, Lecoz obtient cependant une chambre au château où il couche avec une Allemande et une Française, ses maquisards étant reçus dans les communs. Le lendemain la troupe repart avec deux véhicules et du matériel.
Le 9 août, l'inspecteur de police Alfred Hangouët, recrutant des hommes pour le maquis d'Épernon, vient à rencontrer Lecoz. D'abord menacé de mort et prisonnier du maquis, il noue par la suite avec Lecoz des relations complexes : une fois libre de ses mouvements, il reste aux côtés de Lecoz, assiste sans réagir à ses exactions mais tente cependant d'infléchir certaines de ses positions sans l'affronter de face. Lecoz en fait un proche en qui il a toute confiance.

### La première libération de Loches: le tournant
Le 16 août 1944, les Allemands viennent d'évacuer Loches. Alors que le maquis Lecoz est une nouvelle fois en cours de déménagement et que son itinéraire l'amène à proximité de Loches, son chef décide de changer d'objectif, enfreignant les ordres des responsables de la Résistance : il considère que le maquis Lecoz doit être le premier dans la ville libérée, et il y fait une entrée triomphale. Il jouit alors du soutien de la population lochoise qui l'accueille dans la liesse ; sur la place de Verdun, Me Mallet l'étreint devant la foule et le qualifie de « héros du jour ». L'avocat, qui a pris la tête du comité local de libération et fait office de maire et de sous-préfet, fait distribuer aux habitants un numéro spécial et gratuit de La Libération lochoise dans lequel un article qu'il a rédigé attribue au maquis Lecoz la libération de tout le sud de l'Indre-et-Loire : 

« Nos vaillantes troupes de volontaires de la Résistance, réunies sous l'impulsion d'un chef énergique [...] ont pris les dernières dispositions pour libérer de l'emprise nazie la zone sud. »

Commence alors dans Loches, à l'instigation du capitaine, une vaste campagne d'épuration qui dure trois jours pendant lesquels il donne ses ordres depuis un bistrot et ne rentre qu'ivre-mort au château de Mai. Plusieurs dizaines de personnes, collaborateurs ou simplement suspectées de l'être, sont arrêtées, rassemblées sur une place où elles sont malmenées devant les Lochois venus en spectateurs puis emprisonnées au donjon de Loches. Un pharmacien du centre-ville, collaborateur notoire, est battu par Lecoz lui-même et laissé pour mort. L'inspecteur de police Recco, dont on apprendra plus tard qu'il est chargé par le sous-préfet d'enquêter sur Lecoz, est abattu publiquement sans sommations. Dès cet instant, les Lochois se sentent inquiets, à la merci d'une arrestation arbitraire ; ils commencent à se poser des questions sur les agissements de Lecoz, d'autant plus que des personnes ayant été victimes de violences ou de brutalités par le passé commencent à parler. En outre, mais les habitants n'ont pas conscience de ce risque, la présence permanente d'un maquis en pleine ville met la population à la merci de représailles ennemies, d'autant plus que Lecoz lui-même est persuadé du départ définitif des Allemands. Les responsables de la Résistance, eux, sont conscients de la situation et le commandant Legrand, qui partage leur analyse, quitte Lecoz pour cette raison le 17 août, suivi par une quinzaine de maquisards, étrangers pour la plupart. Legrand reconnaîtra lors du procès avoir échoué dans sa mission de contrôler Lecoz.
Le 20 août, après des combats à l'ouest et au sud de Loches, des troupes allemandes remontant du sud-ouest de la France reprennent la place. À cette occasion, les témoins décrivent un capitaine Lecoz indécis, comme paralysé devant le danger de l'approche ennemie, et le maquis évacue ses positions dans la précipitation pour se regrouper au château de Vitray à Saint-Hippolyte. Les Lochois se sentent abandonnés à leur sort. Tous les prisonniers du donjon sont libérés par leur gardien,. Les Allemands investissent le château de Chanceaux-près-Loches, menacent de mort sa propriétaire et récupèrent ou incendient tout le matériel, dont de nombreux véhicules, que le maquis Lecoz y a abandonné — bien que très présent dans Loches depuis quatre jours, le maquis a établi ses quartiers à Chanceaux. Il n'est pas clairement établi si la réoccupation de Loches est liée à la présence du maquis ou si elle a lieu simplement parce que la ville se trouve sur le trajet des colonnes allemandes.
Pendant le mois d'août, le maquis Lecoz mène une dizaine d'attaques, tuant 50 soldats allemands, en blessant une centaine et faisant 25 prisonniers. Au cours de ces opérations, vingt-cinq de ses hommes sont tués et quarante blessés.

### Crimes et pillages se multiplient

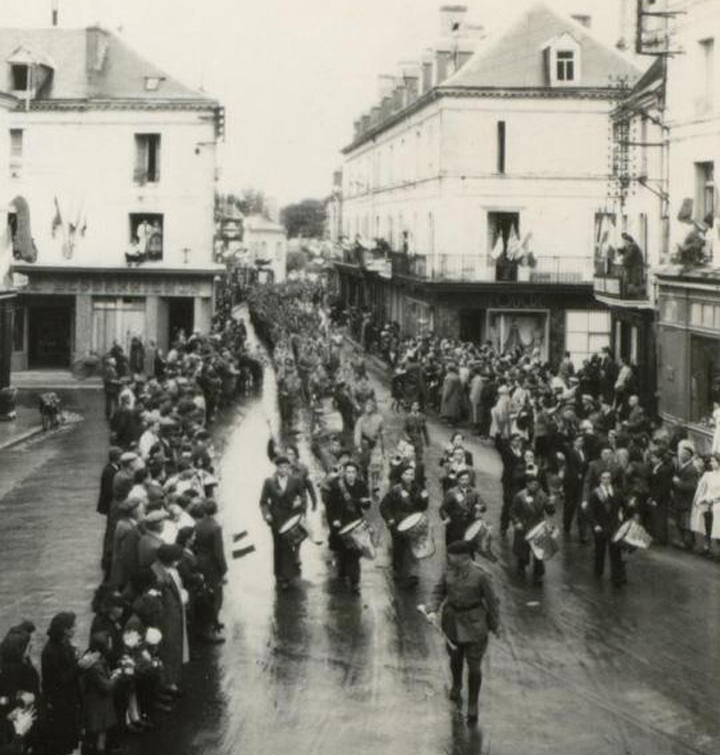
Cérémonie pour la libération de Loches (6 septembre 1944).

Les troupes allemandes quittent définitivement le Lochois le 3 septembre,. Le 6 septembre, une cérémonie est organisée à Loches pour célébrer la libération de la ville. Y participent le maquis d'Épernon et les francs-tireurs et partisans mais le maquis Lecoz, indésirable, est absent. Alors que son maquis n'a plus de raison d'exister mais qu'il n'a pas été désarmé, Lecoz intensifie ses actions de racket et de pillage à grande échelle auprès de paysans, de commerçants et de châtelains de la région qu'il agresse physiquement sous prétexte d'épuration ou de réquisition.

Fermes et châteaux pillés par le maquis Lecoz (juillet-septembre 1944 guerre mondiale).

Le château de la Gitonnière, à Genillé, est ainsi mis à sac et ses propriétaires torturés par Lecoz pendant plusieurs jours en raison de la découverte d’un émetteur radio qu’il pense au service des Allemands. Les propriétaires du château travaillent en réalité pour la Résistance. Le butin (cheptel, meubles, bibelots...) est revendu aux habitants des environs. Ces derniers, plus tard poursuivis pour recel, sont condamnés à rendre ou à rembourser leurs achats. Lecoz amasse, au cours de toutes ces opérations, une fortune évaluée à 15 millions de francs, soit près de 2 millions d'euros, dont 8 millions de francs pour le seul sac de la Gitonnière. Lors de son procès, il tente de se justifier ainsi : « il fallait bien que mon maquis puisse vivre ».
Plus grave encore, Lecoz abat trois de ses hommes qui veulent le quitter pour rejoindre un autre maquis après s'être rendu compte de certaines de ses exactions. Il continue aussi à exécuter, au terme d'une justice expéditive, des personnes soupçonnées de collaboration. Les victimes sont dénoncées à Lecoz qui ne prend presque jamais la peine de vérifier le bien-fondé des accusations,. Les enquêtes de gendarmerie au sujet de tous ces méfaits sont difficiles car les témoins, par peur de représailles, restent vagues quand il s'agit de désigner un responsable. Ce n'est que peu à peu que Lecoz vient à être soupçonné. On lui attribue les surnoms de « capitaine La Terreur » ou de « docteur Petiot » dont les crimes sont découverts en mars 1944.
Dans cette période, le maquis s'est à nouveau installé à Chanceaux-près-Loches puis à Saint-Hippolyte et enfin, en septembre 1944, au château du Mousseau, à Orbigny, dont les propriétaires ont déjà été rançonnés en juillet.

## Fin du maquis et condamnation de Lecoz

### Le séjour dans l'Est de la France
Le 22 septembre 1944, un rapport de police alerte les autorités du gouvernement provisoire de la République française sur les exactions commises par le capitaine. Michel Debré, commissaire régional de la République à Angers, et Robert Vivier, préfet d'Indre-et-Loire, décident de faire procéder à l'arrestation de Lecoz. L'opération est toutefois repoussée car elle semble hasardeuse contre un homme toujours sur ses gardes, qui connaît bien la région et qui est protégé par une partie de ses troupes. Il est donc décidé d'éloigner le maquis de la région de Loches pour faire retomber la pression au niveau local et pourvoir profiter, peut-être, de ce déplacement pour appréhender plus facilement Lecoz loin de ses bases. Le capitaine et environ 80 de ses hommes quittent la Touraine le 6 octobre 1944 et sont envoyés vers la Haute-Saône (Mélisey et Ronchamp) et le Territoire de Belfort, où ils sont incorporés à la 1re armée du général de Lattre de Tassigny. Sur place, Lecoz se fait passer pour un chef de fanfare militaire et vend toute une collection d'instruments de musique dont l'origine n'a pu être établie.

### Le retour et l'arrestation
Contre toute attente, Lecoz est de retour à Loches dès le 19 octobre avec neuf maquisards pour, dit-il, « procéder au recrutement de nouveaux soldats pour de Lattre ». Dans ces conditions, son arrestation est jugée possible puisqu'il est relativement isolé. Elle est également urgente car il recommence à faire parler de lui. Il menace notamment de mort le chef de bureau du sous-préfet de Loches à qui il vient d'extorquer un bon d'essence dans les locaux mêmes de la sous-préfecture, cette altercation fournissant le motif de l'interpellation : « menaces de mort envers un fonctionnaire dans l'exercice de ses fonctions ».
Il est appréhendé par surprise et sans violence dans un café de Saint-Jean-Saint-Germain dans la nuit du 22 octobre 1944, un guet-apens lui ayant été tendu par la police et notamment l'inspecteur Hangouët ainsi que quatre autres officiers des forces de l'ordre public également membres du maquis. Il est immédiatement transféré à la préfecture de Tours, puis à la prison d'Angers. Les autres membres du maquis, revenus à Loches avec Lecoz, sont arrêtés sans opposer de résistance. Quarante soldats, postés au donjon de Loches pour combattre un éventuel coup de force de partisans de Lecoz, n'ont en définitive pas à intervenir. Bien qu'Hangouët soit arrêté en même temps que Lecoz pour détourner les soupçons, son rôle finit par se savoir et sa voiture est piégée quelques jours plus tard par des partisans de Lecoz avec une grenade, désamorcée à temps. Sa famille et lui doivent être protégés par la gendarmerie pendant plusieurs semaines, jusqu'à sa mutation à Angers en novembre,.
Dispersé, privé de son chef, le maquis cesse toute activité et ses membres revenus en Touraine, désarmés mais non inquiétés par la police, s'engagent dans des unités régulières ; certains participent aux combats sur la côte atlantique.

### Le procès et le verdict sans surprise

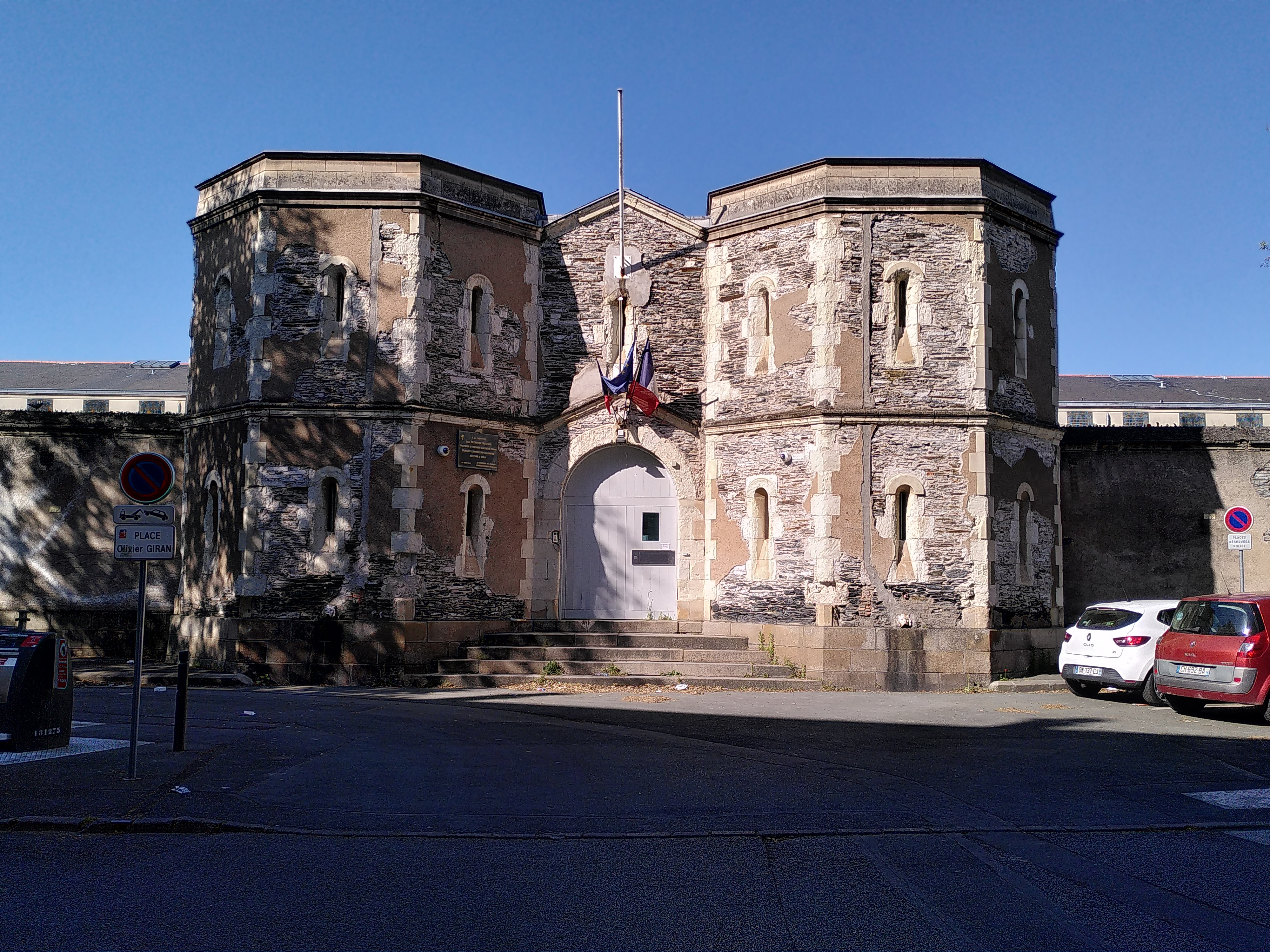
La prison du Pré-Pigeon.

En cellule à la prison du Pré-Pigeon, Lecoz garde une attitude provocante envers les gardiens et le juge d'instruction qui l'interroge, injurie les autres détenus, et alors que son état de santé est déjà précaire — il souffre de tuberculose osseuse, d'abcès froids sur le corps causés par cette maladie et passe de longs mois à l'infirmerie de la prison —, il fait en sorte de maintenir l'infection de ses plaies dans l'espoir de reculer la date de son procès. Des rumeurs courent sur une possible tentative d'évasion et il est soumis à une surveillance particulière.
À l'issue d'une instruction ralentie par l'absence de coopération de Lecoz et la difficile recherche de victimes acceptant de témoigner car elles redoutent des représailles, le procès du principal accusé et de trois de ses lieutenants s'ouvre à Angers le 16 octobre 1945 devant un tribunal militaire. Paraplégique, Lecoz comparaît à son procès allongé sur une civière. Le mythomane Georges Dubosq — c'est seulement lors de ce procès que sa véritable identité est établie — s'est inventé une famille massacrée par les occupants, un passé de médecin militaire capturé par les Allemands puis évadé et recherché pour faits de Résistance, ces derniers points étant exacts mais pas pour les motifs invoqués. Pour les trois mois où son maquis a opéré, il est inculpé de dix-huit assassinats et meurtres mais aussi d'une trentaine de pillages, extorsions de fonds ainsi que de port illégal d'uniforme et de décorations. Lecoz argue pour sa défense que les vols n'avaient pour but que d'assurer la subsistance du maquis et que toutes les victimes étaient des Allemands ou des Français collaborateurs. Ces arguments ne convainquent pas d'autant plus qu'il ajoute une phrase ambiguë : « Je ne suis pas entré dans la Résistance par patriotisme mais pour oublier mon lourd passé et me racheter par une action d'éclat ». En face, l'avocat général soutient que Dubosq n'a jamais eu pour réelle intention de faire acte de résistance et que son maquis n'a été que l'instrument lui permettant de poursuivre ses activités d'avant-guerre, à une tout autre échelle. Il rappelle que les engagements contre des troupes allemandes ont été, en grande partie, le fruit du hasard.
Au terme de deux jours d'audience, le verdict est sans surprise : Dubosq est condamné à mort. Il est fusillé « ligoté debout à son brancard » à sa demande, le 16 mai 1946 à la prison d'Angers. Ses deux « mousquetaires » Gilbert Morin et Charles Pageault, qui comparaissent libres, accusés de quatre assassinats, sont condamnés à cinq ans de travaux forcés, leur casier judiciaire vierge, leur jeune âge et leur caractère influençable atténuant la peine ; ils sont graciés l'année suivante. Un troisième adjoint de Lecoz, en fuite au moment du procès, est condamné à mort par contumace ; après son arrestation en décembre 1945 il est jugé « déséquilibré » et sa peine est réduite à cinq ans de travaux forcés.
Après une enquête menée en 1946 et 1947, le maquis Lecoz est officiellement reconnu comme « Unité combattante de la Résistance » pour la période du 9 août au 1er septembre 1944.
Le dossier de Georges Dubosq, conservé au dépôt central des archives de la justice militaire au Blanc (Indre), n'était pas consultable au moment où les ouvrages de synthèse relatifs à l'affaire Lecoz ont été rédigés ; les seules sources accessibles relatant le procès étaient, à ce moment, des articles de presse parus notamment dans La Nouvelle République du Centre-Ouest, La Résistance de l'Ouest ou Paris-Presse.

## Un maquis noir

### La personnalité dominatrice de Lecoz
Si les activités du maquis Lecoz, mêlant d'authentiques actions de Résistance à des exécutions sommaires, vols et pillages, ainsi que son caractère incontrôlable — les autorités militaires n'ont aucune prise sur lui puisqu'il refuse toute tutelle et qu'il réfute toute autorité supérieure — le désignent bien comme un maquis noir, la responsabilité des exactions incombe totalement à Lecoz et à son entourage immédiat. Au cours de l'instruction puis du procès, la plupart des hommes de Lecoz sont reconnus comme ayant tout ignoré des activités de leur chef, et la qualité de « Forces françaises de l'intérieur » leur est reconnue à titre individuel. Le maquis connaît ainsi 25 morts au combat. En 2013, l'historien Fabrice Grenard estime lui aussi que ces combattants étaient de « bonne foi », mais qu'ils étaient fascinés et trompés par la personnalité dominatrice et charismatique de Lecoz. D'autres se sont tus par crainte des représailles et parce que l'autorité de Lecoz sur ses hommes était totale : « Il était très obéi car ses hommes le craignaient terriblement. Il n'y avait pas à discuter ses ordres », rapporte une des femmes enrôlées dans le maquis,. Selon Georges de Caunes, alors au maquis Lecoz : « Le soleil, les drogues et l'alcool transforment le capitaine en fou dangereux qui ne trouve son apaisement que dans le sang… ».

### Un maquis discipliné mais peu ou pas organisé
Bien que la crainte que Lecoz inspire à ses hommes favorise le respect de la discipline, le capitaine n'est pas un chef de guerre. La plupart des combats opposant le maquis aux occupants ne résultent d'ailleurs pas d'opérations planifiées mais de rencontres fortuites entre des troupes allemandes et des commandos du maquis lors de leurs déplacements respectifs ou à la faveur de dénonciations : Lecoz n'a mis en place aucun système organisé de renseignement. Le capitaine ne sait ni organiser, ni programmer, et ses impulsions dictent toujours ses décisions. Son amateurisme se révèle lorsqu'il se maintient dans Loches après la première libération mais aussi lors de l'attaque d'un poste allemand installé dans l'école d'Épeigné-les-Bois en plein cœur du village, faisant, dans les deux cas, courir à la population civile des risques de dommages collatéraux ou de représailles,,. Ses troupes sont en outre très jeunes et, même en l'absence de décompte exact, il semble qu'au moins le tiers des maquisards aient moins de vingt ans et manquent donc d'expérience.
Les cantonnements eux-mêmes ne sont pas des modèles d'organisation et le désordre y règne. Aucune comptabilité n'est tenue, la liste des membres du maquis est fragmentaire et il est dans ces conditions difficile de chiffrer exactement les pertes humaines. Peu de temps après sa création, le maquis Lecoz est, semble-t-il, réparti entre deux lieux : les cadres et une partie des troupes à Chanceaux-près-Loches, les autres membres du maquis dans la forêt de Loches, à Chemillé-sur-Indrois, à une distance de plus de 10 km à vol d'oiseau, ce qui ne favorise pas les communications. Plus tard, lorsque le maquis fait étape dans un lieu unique, il y a toujours une nette séparation entre Lecoz et ses cadres d'une part et le reste des membres d'autre part. Les premiers sont beaucoup mieux logés. Lorsqu'il s'agit d'un château, et c'est systématiquement le cas à partir du mois d'août, ils habitent le corps de logis principal, les autres devant se contenter des communs. Selon ses maquisards et quelques témoins extérieurs, la vie n'est toutefois pas toujours désagréable au maquis : bonne chère, alcool dont Lecoz abuse et jeunes femmes. Un prisonnier du maquis décrit même « [...] de véritables scènes d'orgie au cours desquelles hommes et femmes se battaient ». En outre, il arrive à Lecoz de partager largement son butin avec ses hommes. Personne n'est cependant à l'abri des sautes d'humeur et des accès de fureur imprévisibles et redoutables du capitaine, surtout lorsqu'il est ivre ou sous l'emprise de stupéfiants.

### Des responsabilités sans doute partagées

La ligne de démarcation en Indre-et-Loire.

A posteriori, et même si Lecoz porte la presque totalité de la responsabilité des faits qui lui sont reprochés, il semble que certains acteurs — autres que les membres de base de son maquis —, par leur passivité ou leur manque de discernement, aient pu contribuer à « l'ascension » de Lecoz et encourager, même indirectement, ses méfaits. Le commandant Costantini, chef du maquis d'Épernon, a refusé de neutraliser Lecoz en l'enrôlant dans son maquis, ce que souhaitait Fernand Auclert. Me Mallet, nourrissant des ambitions personnelles, a encouragé la formation du maquis pour qu'il entre en concurrence avec d'autres formations. Le capitaine de la Mazière, beau-frère du général de Lattre de Tassigny et possédant un domaine près de Loches, a œuvré pour la reconnaissance par Londres du maquis, lui permettant de s'équiper et lui fournissant une « caution » militaire. Enfin, l'inspecteur Hangouët, qui a côtoyé Lecoz de début août 1944 jusqu'à son arrestation, aurait pu démasquer le bandit et faire cesser plus tôt les méfaits dont il était régulièrement témoin.
D'autre part, la situation géographique et administrative du Lochois pendant la Seconde Guerre mondiale n'est sans doute pas étrangère à l'impunité de Lecoz. Depuis la mise en place de la ligne de démarcation le 25 juin 1940, Loches et sa région se trouvent en zone libre et sous la tutelle administrative de Châteauroux. Même après la disparition de la ligne en 1943, l'Indre-et-Loire reste coupée en deux administrativement et les services dont relève Loches sont répartis entre les deux préfectures. La préfecture de Châteauroux s'intéresse davantage à ses territoires du département de l'Indre qu'à ceux de l'Indre-et-Loire ou du Loir-et-Cher qu'elle est censée contrôler ; Tours aurait peut-être pu fournir de précieux renseignements sur le passé de Lecoz mais les communications restent difficiles entre cette ville et Châteauroux. Au niveau local, la police est désorganisée par la rafle du 27 juillet et ses seuls responsables sont les inspecteurs Recco (Renseignements généraux), assassiné par Lecoz, et Hangouët (Sûreté nationale), qui entretient avec le chef du maquis des relations ambiguës ; les forces de l'ordre ne reprennent progressivement leurs postes qu'en septembre 1944.

## Le maquis Lecoz dans les arts
L'histoire du maquis Lecoz a inspiré à une troupe de théâtre tourangelle la pièce Capitaine Le Jan créée en 2012. Les représentations de cette pièce sont accompagnées d'une exposition itinérante intitulée Quand l'histoire sculpte la mémoire qui inclut ce thème.
Maudite soit-elle, roman policier de Vincent Desombre paru en 2012, intègre dans son intrigue l'affaire du maquis Lecoz.